# Аткінс (Арканзас)
Аткінс (англ. Atkins) — місто (англ. city) в США, в окрузі Поуп штату Арканзас. Населення — 2859 осіб (2020).

## Географія
Аткінс розташований за координатами 35°14′27″ пн. ш. 92°56′59″ зх. д. / 35.24083° пн. ш. 92.94972° зх. д. (35.240849, -92.949787).  За даними Бюро перепису населення США в 2010 році місто мало площу 15,96 км², з яких 15,95 км² — суходіл та 0,01 км² — водойми.

## Демографія
Згідно з переписом 2010 року, у місті мешкало 3016 осіб у 1186 домогосподарствах у складі 849 родин. Густота населення становила 189 осіб/км².  Було 1288 помешкань (81/км²). 
Расовий склад населення:
| - 95,6 % — білих - 0,9 % — чорних або афроамериканців - 0,8 % — корінних американців - 0,2 % — вихідців з тихоокеанських островів - 0,1 % — азіатів - 1,2 % — осіб інших рас |

До двох чи більше рас належало 1,2 %. Іспаномовні складали 2,3 % від усіх жителів.
За віковим діапазоном населення розподілялося таким чином: 23,4 % — особи молодші 18 років, 58,9 % — особи у віці 18—64 років, 17,7 % — особи у віці 65 років та старші. Медіана віку мешканця становила 38,8 року. На 100 осіб жіночої статі у місті припадало 90,4 чоловіків;  на 100 жінок у віці від 18 років та старших — 90,7 чоловіків також старших 18 років.
Середній дохід на одне домашнє господарство  становив 48 372 долари США (медіана — 40 122), а середній дохід на одну сім'ю — 59 697 доларів (медіана — 49 754). Медіана доходів становила 33 191 долар для чоловіків та 38 833 долари для жінок. За межею бідності перебувало 8,8 % осіб, у тому числі 6,3 % дітей у віці до 18 років та 7,9 % осіб у віці 65 років та старших.
Цивільне працевлаштоване населення становило 1305 осіб. Основні галузі зайнятості: освіта, охорона здоров'я та соціальна допомога — 30,7 %, роздрібна торгівля — 10,1 %, транспорт — 9,7 %, виробництво — 9,7 %.